# Pavel Lebedev-Lastotchkine

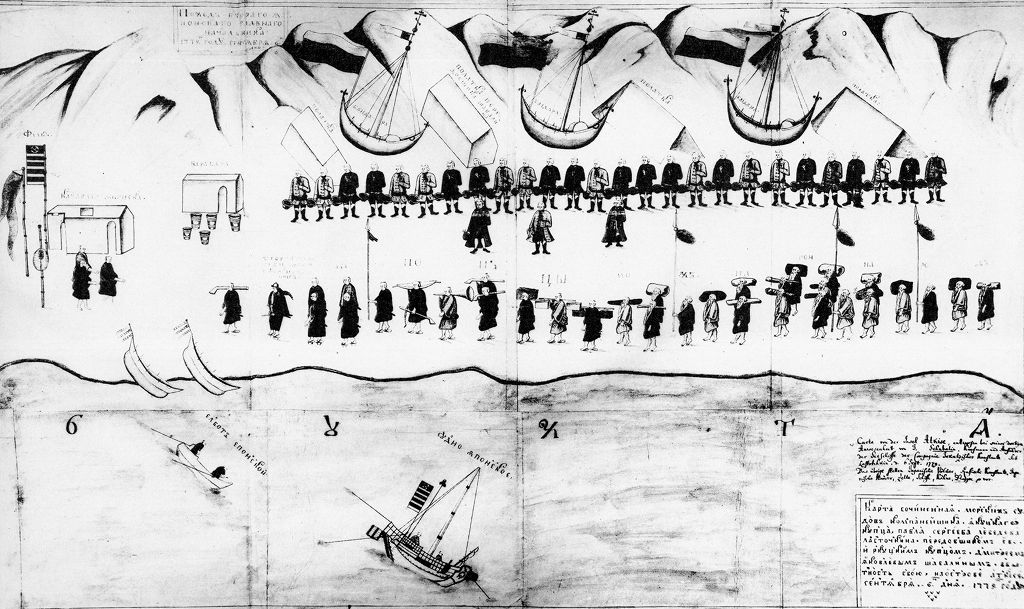
Les Russes emmenés par Pavel Lebedev-Lastotchkine, leurs navires rejetés sur terre par un tsunami, rencontrent des Japonais en 1779.

Pavel Sergueïevitch Lebedev-Lastotchkine (en russe : Павел Сергеевич Лебедев-Ласточкин) est un marchand de l'Empire russe originaire de Iakoutsk qui, à la fin du XVIIIe siècle, est l'un des premiers Russes à prendre contact avec le shogunat Tokugawa du Japon. Le gouvernement russe comptait faire appel aux efforts des commerçants privés pour l'aider à ouvrir le Japon à un coût bien moindre que s'il avait envoyé des émissaires officiels ou des militaires.

## Biographie
Lastotchkine se porte volontaire pour la mission, à la recherche de profits du commerce soit de marchandise japonaises ou de fourrures à partir de Hokkaidō. Sa première tentative échoue entièrement lorsque son navire coule dans la mer d'Okhotsk. Mais il lui est accordé, à lui ainsi qu'à un autre marchand nommé Grigori Chelikhov, le monopole du commerce sur les îles Kouriles (chapelet d'îles s'étendant au nord du Japon jusqu'en Sibérie). Le plan consiste à faire voile jusqu'à Ouroup, l'une des îles, avec un équipage et environ 40 colons. Ils établiront une petite colonie près de d'Ouroup et essayeront de persuader certains Aïnous de les guider vers le Japon. Cette deuxième expédition échoue également lorsque, après avoir atteint Ouroup à l'été 1775, le navire coule dans une tempête.
Lastotchkine se lance dans une nouvelle tentative, accompagné cette fois d'un certain nombre de navires supplémentaires. Nous sommes maintenant en 1778 et l'expédition rencontre pour la première fois les seigneurs du clan Matsumae, les gardiens japonais des frontières du nord. Ils offrent des cadeaux aux samouraï et demandent à commercer. Les samouraï informent Lastotchkine qu'ils n'ont pas le pouvoir de faire de tels accords au nom du shogun mais qu'il devra revenir l'année suivante. Ce faisant, les cadeaux de Lastotchkine lui sont retournés, il lui est interdit de retourner à Hokkaidō et informé qu'il doit se renseigner à Nagasaki, ville située sur l'île méridionale de Kyūshū, malencontreusement éloignée des attaches russes, s'il veut commercer. Lastotchkine retourne à Ouroup afin de planifier son prochain voyage.
En 1779, un tremblement de terre provoque un énorme tsunami qui lance le navire russe à une certaine distance à l'intérieur des terres. Cela convainc finalement Lastotchkine de renoncer à chercher à commercer avec le Japon. Cependant, malgré son incapacité à « ouvrir » le Japon au commerce, il est toujours l'un des premiers, sinon le premier, Russe à avoir rencontré des Japonais, au Japon, à titre officiel.

## Source de la traduction
- (en) Cet article est partiellement ou en totalité issu de l’article de Wikipédia en anglais intitulé « Pavel Lebedev-Lastochkin » (voir la liste des auteurs).